# Ghost dance ゴースト・ダンス
『ghost dance ゴースト・ダンス』は、2006年3月11日公開の日本映画。
本作は、映画『天国からのラブレター』を手掛けた山口円監督の初監督長編作品で、北米インディアンの間で行われていた「ゴースト・ダンス」という儀式をモチーフに、愛する人を亡くした人々が、自分を見失いそうになりながらも懸命に生きようとする様を描いた、人間ドラマである。
DVDは2007年12月31日発売開始。

## キャスト
- 川越満（みちる）：零（れい）

川崎市に住む高校3年生の女の子。同級生の信也に密かに思いを寄せているが、なかなか打ち明けられないまま、信也が事故に遭い他界してしまう。ショックのあまり呆然と街をさまよっていると、ある青年（石田）から「ゴースト・ダンス」という故人に会うための儀式を行う集会に誘われ、辛い日々から抜け出すべく参加することに。そこには、親を亡くした子、子を亡くした親、戦友を亡くした老人、妻を亡くした夫など、様々な"残された人”が集まっていた。
- 石田太郎：池田良
- 大竹信也：勝又悠
- 仙波・夫：古屋純一
- 仙波・妻：竹田朱見
- 吉田老人：堀之内刀
- 中学校教師・赤尾：岡本裕輝
- 芹沢：谷崎友亮
- 白川・母：玉利祥子
- 白川・娘：増島綾子
- 望月：周防美佳
- 村上：竹中彩子
- 岡田：横山創
- 雅樹：前橋聖丈
- 大学教授：畠山智行
- 満の担任教師：水澤心吾
- 満の副担任教師：阿野伸八
- 満の母：多希まゆ美
- 雅樹の祖母：高橋由利子
- 信也の父：野間清史
- 信也の母：水月圭
- 信也の姉：森早奈美
- 満の親友・亮子：真柳美苗
- 矢口：勅使河原結
- 信也の親友：田中博之
- 警察官：鈴木健之
- 古典教師：鈴木雅子
- 雅樹の父・ラジオDJ（2役）：浪崎ただし
- 劇中映画『岸辺の旅立ち』征二：垂柳敦志
- 劇中映画『岸辺の旅立ち』節子：松村翔子

## スタッフ
- 監督・脚本・編集：山口円
- 音楽：あんべともかず
- 撮影監督：齊藤正広
- 照明技術：小澤貴
- 録音：磯辺康広
- 衣裳制作：衣裳屋安東
- 製作：ghost dance製作委員会
- 配給：東北新社クリエイツ
- DVD販売元：スプラッシュアソシエイツ